# České Budějovice 1
České Budějovice 1 je část obce a katastrální území v Českých Budějovicích tvořená historickým centrem města. Výměra katastrálního území činí 0,3463 km². Na západě je ohraničeno Vltavou, na jihu Malší, na východě a na severu Mlýnskou stokou. V části obce je evidováno 22 ulic a 465 adres.
Na území části se nachází zastávky linek elektrobusů číslo 21,22,23. Tyto linky spojují střed města s Nemocnicí, sběrným parkovištěm Jírovcova a Havlíčkovou kolonií.
Jako část obce vznikla od 1. října 1970, kdy došlo k územní reorganizaci města.

## Ulice
Biskupská,
Česká,
Dr. Stejskala,
Hradební,
Hroznová,
Jirsíkova,
Kanovnická,
Karla IV.,
Kněžská,
Krajinská,
Mlýnská,
Na Mlýnské stoce,
Náměstí Přemysla Otakara II.,
Panská,
Piaristická,
Piaristické náměstí,
Plachého,
Radniční,
Sokolský ostrov,
Široká,
U Černé věže,
Zátkovo nábřeží

## Památky
Na území místní části se nachází množství historických budov.
- Černá věž
- Dominikánský klášter
- Kaple Smrtelných úzkostí Páně
- Katedrála svatého Mikuláše
- Masné krámy
- Samsonova kašna
- Solnice
- Wortnerův dům

a další

## Základní sídelní jednotky
České Budějovice 1 jsou tvořeny dvěma základními sídelními jednotkami:
- České Budějovice-střed
- Sokolský ostrov

## Obyvatelstvo
| 1869   | 1880   | 1890  | 1900  | 1910  | 1921   | 1930  | 1950   | 1961   | 1970  | 1980  | 1991  | 2001  | 2011  | 2021  |
| ------ | ------ | ----- | ----- | ----- | ------ | ----- | ------ | ------ | ----- | ----- | ----- | ----- | ----- | ----- |
| 17 413 | 23 845 | 7 983 | 9 384 | 9 166 | 44 022 | 5 180 | 41 182 | 45 657 | 3 844 | 2 846 | 2 177 | 1 855 | 2 056 | 3 024 |